# やわらかな日
「やわらかな日」（やわらかなひ）は2002年11月20日に発売された斉藤和義22作目のシングル。

## 解説
前作から1年振りのシングル。カップリング曲に「彼女は言った」のライヴ・ヴァージョンを収録。

## 収録曲
全曲　作詞・作曲・編曲：斉藤和義
1. やわらかな日（5：52）[2]
2. 無欲の空（3:53）[2]
3. 彼女は言った（Live at 日比谷野外音楽堂 02.5.5）（5：27）[2]